# Matteo da Milano
Pour les articles homonymes, voir Milano.
Matteo da Milano  né à Milan est un peintre italien et enlumineur actif entre 1492 et 1523 à Bologne, Ferrare et Rome.

## Biographie
Originaire de Milan, Matteo da Milano a travaillé en grande partie à Rome et à Ferrare. 
Il s'est spécialisé dans l'illustration de manuscrits ecclésiastiques.
Ses commanditaires ont été les familles les plus importantes du moment, la Maison d'Este de Ferrare (1504-1512), les Médicis de Florence, les Orsini de Rome, et les Della Rovere, ducs d'Urbino ainsi que le Pape Léon X
Son style est caractérisé par ses décorations de bordures innovantes, combinant les traditions de l'antiquité classique, flamande et celles de Europe du Nord. Il a eu recours autant aux grotesques, bijoux, camées, autres décoration antiques, ainsi que la faune et la flore. Il a aussi utilisé le trompe-l'œil.
Il marque durablement l'enluminure à Rome et notamment des artistes comme Vincent Raymond qui prend sa succession dans la production de manuscrits décorés pour le pape et les cardinaux. 

## Œuvres

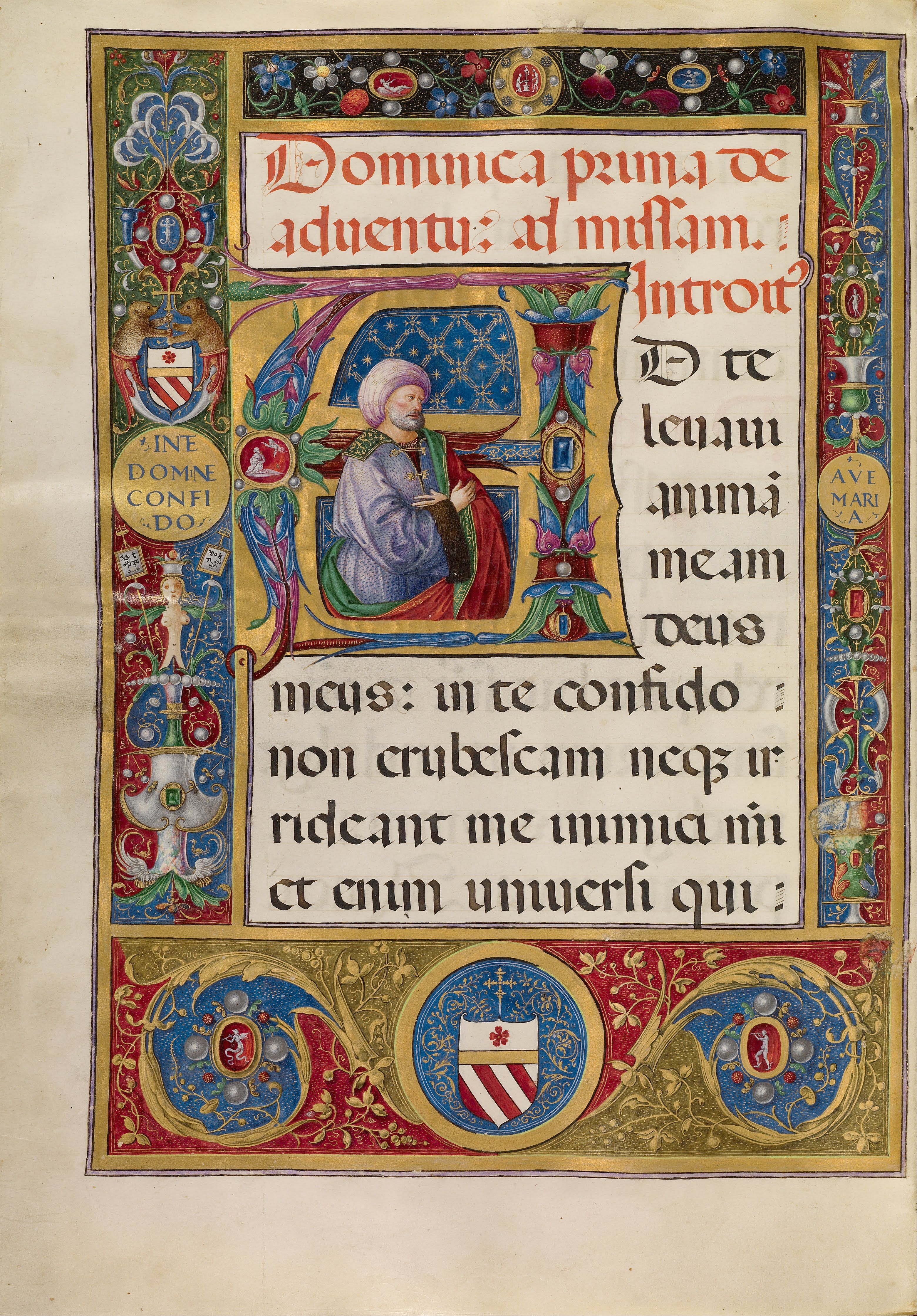
Missel pour un membre de la famille Orsini, Getty Center.

- Bréviaire d'Hercule Ier d'Este (1502-1505), bibliothèque Estense, Modène.
- Missel du cardinal Arcimboldi de Milan, Biblioteca Capitolare del Duomo, Milan.
- Heures de Bonaparte Ghislieri, vers 1500, lettrines et médaillons du manuscrit, British Library
- Livre d’Heures d’Alphonse Ier d'Este (1505-1512), bibliothèque Estense, Modène.
- Missel de la chapelle Sixtine pour le cardinal Pucci, vers 1513, Bibliothèque apostolique vaticane, Chigi C.VIII.228
- Antiphonaire pour le cardinal Leonardo Grosso della Rovere, vers 1512-1513, BAV, Santa Maria Maggiore 12
- Fragments d'un missel pour un commanditaire non identifié, et qui a appartenu plus tard au pape Pie V, BAV, Cap. S. Pietro A.47
- Missel pour le cardinal Merino, en collaboration avec le Maître des Heures Barbazza, vers 1513-1514, Bibliothèque de la cathédrale de Jaen, s.n.
- Missel pour le cardinal Raffaele Sansoni Riario, avant 1517, Archives d'État de Turin, Ms.Jb.2.5
- Missel pour un membre non-identifié de la famille Orsini, Getty Center, Ms.87[2]
- De Restituenda Italia de Marcellus Palonius pour l'empereur Maximilien, Bayerisches Nationalmuseum, Ms.3661
- Livre d'heures pour un commanditaire non-identifié, en collaboration avec le Maître du Bréviaire de Ferdinand le Catholique, Bibliothèque nationale de France, Latin 1354